# 日本流通リース
株式会社日本流通リース（にほんりゅうつうリース、英文社名：Japan Distribution Leasing Corporation）は、東京都葛飾区に本社を置きダイエーグループのリース業を営んでいた企業。
リース事業協会の正会員であった。

## 概要
1985年設立。かつては東京都港区芝公園1丁目3番1号の芝留園ビル7Fに本店があった。支店を大阪、福岡に持つ。
他のリース会社と異なり、取扱い商品に店舗什器の比率が著しく高いのが特徴。ダイエーや他のグループ企業の株式を保有し、持株会社的役割を果たした時期もあった。
2015年8月17日付で不動産事業を親会社であるダイエーに譲渡、リース事業をイオンクレジットサービス（現:イオンフィナンシャルサービス）の完全子会社であるACSリースへ譲渡した。